# 巴洛特栎
巴洛特栎（学名：Quercus baloot）是山毛榉科栎属的一种常绿灌木或小乔木。分布于阿富汗、印度、巴基斯坦、中国西藏等海拔1,800–3,000米的干旱河谷。

## 形态
巴洛特栎高可达15米，小枝被灰色绒毛, 后渐脱落。叶片革质，有长圆状卵形、倒卵形、椭圆形或近圆形，顶端渐尖或圆形, 基部圆形或浅心形, 叶全缘或有刺状锯齿, 反卷, 上面绿色, 下面浅绿色, 侧脉每边6–12条，幼时被柔毛, 后渐脱落。雄花葇荑花序,疏松而被短柔毛。壳斗杯形。坚果椭圆形,黄棕色, 光滑。花期4–5月, 果期9月。